# بندروفلوميثيازيد
بندروفلوميثيازيد (بالإنجليزية: Bendroflumethiazide)‏ هو دواء يُستعمل في علاج استسقاء عام، ومتلازمة كلوية، وارتفاع ضغط الدم، وفشل القلب الاحتقاني، وارتفاع ضغط الدم حسب إدارة الغذاء والدواء الأمريكية. يعمل هذا الدواء كخافضات ضغط الدم، ومدر البول.